# Sericochroa rogenhoferi
Sericochroa rogenhoferi är en fjärilsart som beskrevs av William Schaus 1901. Sericochroa rogenhoferi ingår i släktet Sericochroa och familjen tandspinnare. Inga underarter finns listade i Catalogue of Life.